# Neuropsychologie
Neuropsychologie je vědní obor vycházející z úzkého interdisciplinárního vztahu neurověd a psychologie. Zabývá se souvislostmi mezi centrální nervovou soustavou (zejména mozkem) a psychikou člověka (chováním i prožíváním). Tento vztah tradičně studuje především z klinického hlediska, když analyzuje dopad mozkových lézí nejrůznější etiologie (např. traumatické, vaskulární či neurodegenerativní) na psychické procesy (nejčastěji kognitivní), ale v základním výzkumu zároveň zkoumá obecnou činnost neuronů v sítích různého rozsahu a projevy této činnosti na chování a prožívání. Neuropsychologie se začala vyvíjet kvůli výzkumům Paula Brocy a Carla Wernicka. S neuropsychologickým vyšetřením se člověk nejčastěji setkává v rámci diagnostiky chorob ústících do syndromu demence, jakou je např. Alzheimerova nemoc. Zde zaujímá klinická neuropsychologie klíčovou roli při zachycování raných stádií (tzv. mírného kognitivního deficitu – angl. zratka MCI) a při predikci dalšího vývoje nemoci.

## Základní charakteristika
Studie jsou založené na zkoumání jednotlivých pacientů, kteří vykazují deficity a poruchy různých částí mozku a pacientů, kteří vykazují dvojí disociaci (prokazování, že dva příbuzné mentální procesy fungují nezávisle na sobě). Zkoumání dvojí disociace zahrnuje dva pacienty a dva úkoly. První pacient má potíže s jednou úlohou, ale druhou zvládá bez problémů. Zatímco druhý pacient má naopak problémy s druhou úlohou a první zvládá bez potíží. Například pacient A má problém při čtení psaného písma a normálně rozumí mluvenému slovu, kdežto pacient B rozumí psanému písmu, ale špatně rozumí mluvenému slovu. Ze studií jako jsou tyto vědci usuzují, že rozdílné části mozku jsou vysoce specializované.
Kognitivní neuropsychologie je odlišná od kognitivní neurovědy, která se také zajímá o poškození mozku pacientů, ale je zaměřena především na zkoumání neuronálních mechanizmů jako základu kognitivních procesů. Principy kognitivní neuropsychologie byly také aplikovány na duševní poruchy s ohledem na porozumění. Tento relativně mladý obor je známý jako kognitivní neuropsychiatrie.

## Historie

Brocova a Wernickeova oblast

Kognitivní neuropsychologie se začala nejvíce rozvíjet ve druhé polovině 19. století. Nejprve ve vztahu k poruchám v porozumění a produkci mluvené řeči (afasie). Pacienty s afasií studovali zejména neurolog Paul Broca (1861) a profesor psychiatrie Carl Wernicke (1874). Lokalizovali mozková poškození a jejich vliv na určitou funkci. P. Broca demonstroval lézi v levé posteriorní oblasti frontálního laloku u pacienta pojmenovaného podle jediné slabiky, kterou vyslovoval – „Tan-tan“ a určil tzv. motorickou afasii. Carl Wernicke definoval senzorickou (percepční) poruchu, která vzniká při postižení posteriorní části levého superiorního temporálního gyru (tato oblast se podílí na poznávání řečových zvuků).
Ve východní a střední Evropě pak ovlivnil celosvětově vývoj neuropsychologie A. R. Luria, který se mimo jiné experimentálně zabýval procesem učení a formováním různých poznávacích procesů u dětí (1956 – 1958). V roce 1966 založil profesor neurologie Norman Geschwind centrum pro afasie na univerzitě v Bostonu. Neuropsycholog Roger W. Sperry obdržel v roce 1981 Nobelovu cenu za fyziologii díky tzv. split-brain výzkumu (přerušení hlavních spojů mozkových hemisfér).
V roce 2011 byla v ČR založena Česká neuropsychologická společnost.

## Metody zkoumání
Neuropsychologie zkoumá za pomoci mozkových lézí funkční vztahy mezi chováním člověka a jednotlivými částmi nervového systému. Díky této metodě je možné i zjistit, zda se určitou dovedností zabývá jednotlivý kognitivní proces nebo kombinace několika vzájemně spolupracujících. Například, jestliže teorie říká, že čtení a psaní jsou jednoduše odlišné dovednosti vyplývající z jediného kognitivního procesu, pak by nemělo být možné najít člověka, který po poranění mozku může psát, ale ne číst nebo může číst, ale ne psát. Tato selektivní rozdělení do dovedností naznačují, že různé části mozku jsou specializované pro různé procesy, a tak jsou i kognitivní systémy oddělitelné.
Kognitivní neuropsychologie používá mnoho stejných technik a technologií jako odvětví kognitivních neurověd k měření mozkových funkcí a psychologický výkon. Používané technologie jsou například neurozobrazovací metody (pozitronová emisní tomografie – PET, funkční magnetická rezonance – fMRI, magnetoencefalografie – MEG), elektrofyziologie a neuropsychologické testy. Tyto techniky umožňují identifikovat oblasti mozku odpovědné za provádění určitých kognitivních úkolů měřením průtoku krve v mozku. PET skeny snímají nízkoúrovňovou radiaci v mozku a vytváří 3-D obrazy, zatímco fMRI pracuje na magnetickém signálu a používá se k "mapování mozku". Elektroencefalografie (EEG) zaznamenává elektrickou aktivitu mozku a může identifikovat změny, které nastanou v průběhu milisekund. 
Experimentální neuropsychologie je přístup, který používá metody z experimentální psychologie k odhalení vztahu mezi nervovým systémem a kognitivní funkcí. Většina práce spočívá ve studiu zdravých lidí v laboratorních podmínkách, i když někteří vědci mohou provádět pokusy na zvířatech. 

## Neuropsychologické testy
Neuropsychologické testy jsou speciálně navržené úkoly, používané pro měření psychologické funkce, spojené s určitou částí mozku. Testy se používají pro výzkum mozkových funkcí a v klinické praxi pro diagnostiku deficitů. Obvykle zahrnují systematické jasně definované postupy ve formálním prostředí, které jsou testovány na jednotlivých osobách spolupracujících se zkoušejícím v klidném prostředí bez rozptylování. Neuropsychologické testy mohou zahrnovat i psychologické testy.
Většina neuropsychologických testů je založena na tradiční psychometrické teorii. V tomto modelu je hrubé skóre testované osoby porovnáno s velkým normativním vzorkem obecné populace. Normativní studie často poskytují stratifikované údaje podle věku, úrovně vzdělání, a/nebo etnického původu, kde bylo výzkumem prokázáno, že takové faktory ovlivňují výkon na konkrétním testu. To umožňuje porovnání výkonu osoby s vhodnou kontrolní skupinou a zajištění spravedlivého posouzení aktuálních kognitivních funkcí.

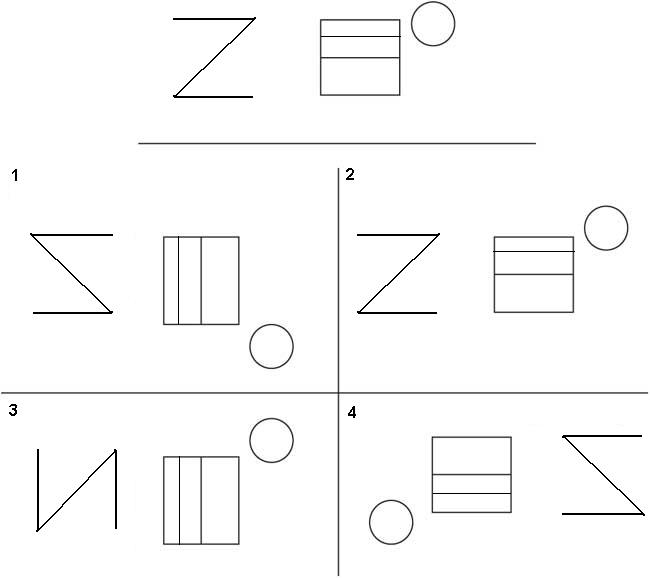
Příklad Bentonova zrakově-retenčního testu. Účastník testu má vybrat obrazec, který odpovídá vzorovému (umístěný nahoře).

- Wechslerovy škály inteligence – Série testů sloužících ke klinickému testování inteligence.
- Rey-Osterriethova komplexní figura – V současné době se používá k vyšetřování senzomotorických, vizuoprostorových a konstrukčních schopností a dovedností, vizuoprostorové paměti, vizuální percepce a pozorosti a organicity.
- Wechslerovy paměťové škály – Série testů sloužících ke klinickému testování paměti.
- Test slovní plynulosti (Verbal fluency test) – Pacient v určitém intervalu vyjmenovává co nejvíce slov začínajících na jedno písmeno (lexikální fluence) nebo spadajících do stejné kategorie (sémantická fluence).
- Test cesty (Trail making test) – Pacient kreslí cestu, test zkoumá např. vizuomotorickou koordinaci, psychomotorické tempo, zrakovou percepci a pozornost, flexibilitu.
- Reyův sluchově-verbální test učení – Měří epizodickou (krátkodobou) paměť.
- Wisconsinský test třídění karet – Měření exekutivních funkcí (představují samostatné a účelné jednání, mají čtyři složky vůle, plánování, účelné jednání, úspěšný výkon). Test byl původně vyvinut a používán k měření abstraktního usuzování u normální dospělé populace.
- Bentonův zrakově-retenční test – Měří vizuální paměť, zrakovou percepci a vizuokonstrukční schopnosti.
- Stroopův test barev a slov – Testování pozornosti, identifikaci specifických poruch učení.
- Test kognitivního odhadu – Měření exekutivních funkcí (představují samostatné a účelné jednání, mají čtyři složky vůle, plánování, účelné jednání, úspěšný výkon). S pomocí testu lze zhodnotit schopnost osoby nalézat účinné strategie a plány při řešení problémů.
- Baterie testů vizuálního vnímání předmětů a prostoru – Testování schopnosti vnímat prostor a předměty.
- Bender-Gestalt test – Test zkoumá úroveň a poruchy percepce, senzomotorické koordinace a emocionální poruchy.

## Studie a pacienti

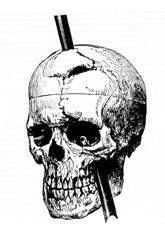
Zranění hlavy - Phineas Gage

H. C. (Henry Molaison) – Pacient s poruchou paměti, měl část svého mediálního temporálního laloku odstraněnou v průběhu chirurgického zákroku k léčbě epilepsie.
K. C. – Pacient, který ztratil epizodickou paměť po havárii na motocyklu 
Clive Wearing – Amnézie se vyskytla po infekci. 
Phineas Gage – Železničář z 19. století, který měl velké změny osobnosti po traumatickém zranění mozku (železná pěchovací tyč používaná k odstřelu skal při stavbě železniční tratě ve Vermontu o délce 109 cm a průměru 3,1 cm proletěla jeho levým frontálním lalokem mozku). Během čtyř měsíců se uzdravil a umírá až o 12 let později na následky zranění, které se projevily těžkými epileptickými záchvaty.

## Zkoumané poruchy mozkových lézí
Afasie (afázie) – Porucha schopnosti řeči. Například Parafasie – Porucha řeči, která se projevuje záměnami hlásek, slabik nebo slov.
Agrafie – Porucha schopnosti a dovednosti psát.
Akalkulie – Porucha zvládání základních početních operací a úkonů a chápání matematických vztahů.
Amnézie – Celková nebo částečná ztráta paměti.
Apraxie – Ztráta naučených nebo vžitých pohybů stereotypů.

Zvýrazněná část animace zobrazuje gyrus fusiformis, při jehož poškození dochází k prozopagnozii.

Alexie – Porucha schopnosti a dovednosti číst. Například Hemialexie – Jedinec má potíže při čtení textu v levém zorném poli, mohou se vyskytnout jedinci, kteří pochopí slova pravou hemisférou a vybírají správně předměty zobrazované tachistoskopicky do levého zorného pole, levou rukou.
ADHD – Porucha pozornosti s hyperaktivitou. P. Goodyear a G. Hynd rozdělují ADHD na podtyp ADD s hyperaktivitou a ADD s nepozorností.  R. A. Barkley předpokládá, že podtyp s nepozorností má primární deficit v pozornostní dimenzi zaměření-výkon a podtyp s hyperaktivitou má deficity v tlumení reakcí a kapacitě selektivní nebo soustředěné pozornosti.
Unilaterální neglekt – Zanedbávání levé poloviny vlastního těla i prostoru. Pacient si například neobléká levou stranu těla, nejí levou polovinu jídla na talíři nebo nečte levou polovinu textu.
Gerstmannův syndrom – Kombinace akalkulie, agrafie a agnózie prstů. Pacient od sebe nerozezná prsty a plete si pravou a levou stranu.
Prozopagnozie – Neschopnost identifikovat známé lidi a jejich tváře.
Capgrasův syndrom – Pacient je přesvědčený, že jeho příbuzní a známí jsou cizími osobami nebo podvodníky.
Locked-in syndrom – Pacient je bdělý a uvědomuje si své okolí, ale není schopen reagovat.
Balintův syndrom – Pacient měl nenarušené zrakové pole a běžně poznával, používal a pojmenovával předměty, obrázky a barvy. K neobvyklostem patřilo, že ačkoli se díval přímo před sebe a podněty byly umisťovány do této oblasti, jeho pohled směřoval 35–40 stupňů doprava a vnímal jen to, co leželo v tomto směru.

## Související odvětví
Neuropsychiatrie – Zabývá se duševními poruchami, které mají spojitost s nemocemi nervové soustavy (například Touretteův syndrom, deprese, schizofrenie, obsendantně kompulzivní porucha).
Neuropsychoterapie – Psychoterapie vycházející z poznatků neurověd.
Neurorehabilitace – Cílem je zotavení pacienta po poranění nervové soustavy a minimalizování a/nebo kompenzace funkčních změn z toho plynoucích.